# كمبوت

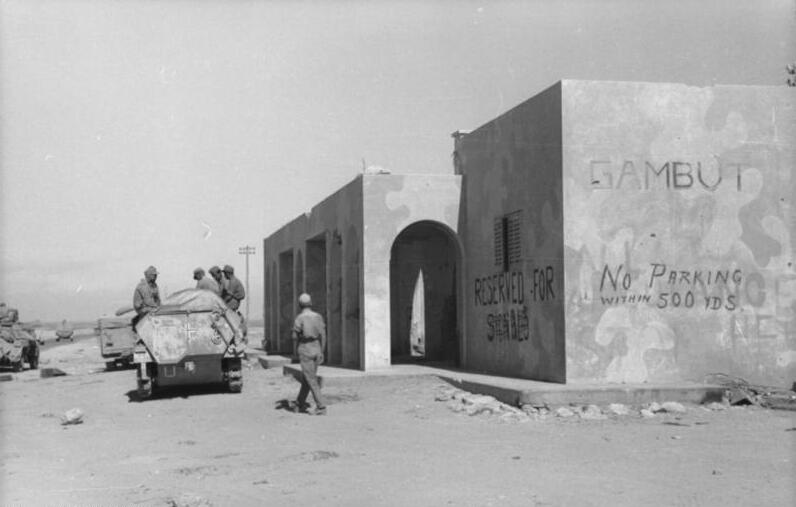
جنود ألمان في كمبوت خلال الحرب العالمية الثانية.

تقع منطقة كمبوت الليبية شرق مدينة طبرق بحوالى 50 كيلو متراً، وتبعد عن منطقة أمساعد الحدودية بأقل من 100 كيلو متر، تمتد سواحلها وشواطئها الخلابة على البحر الأبيض المتوسط، لمسافة تزيد عن 28 كيلو متراً، يحدها من جهة الشرق أراضي بئر الأشهب ومن الغرب منطقة القعرة، ومن الجنوب تمتد رحابها حتى بحر الرمال العظيم، ويبلغ عدد سكانها أكثر من 11 إحدى عشر ألف نسمة، يشتغل الكثير من سكانها بالقطاعات العامة للدولة، كالتعليم والصحة والأمن والكهرباء والزراعة والمرافق بالإضافة إلى ممارسة حرف الفلاحة وتربية الأغنام والأبقار والدواجن والصيد، وقد نتج عن استقرارها الإداري وانسجام تركيبتها السكانية وثبات اقتصادها ونموها المتوازن عدة تجمعات سكانية تحيط بها مثل : حفلز وقابس والقبة والغرابات وأم شلنق ومحضية والحاج أكريم وغيرها، وهي تشهد حاليا نهضة عمرانية كبيرة تتمثل في تطوير وتحديث بنيتها التحتية ورصف شوارعها وصيانة خطوط المياه والصرف والكهرباء بها، كما كان لأبنائها الأبطال دوراً فاعلاً ومميزاً في ثورة 17 فبراير التي انطلقت عام 2011 م في معظم أرجاء ليبيا.
تضم كمبوت العديد من المرافق الخدمية الهامة مثل : 9 مدارس للتعليم الابتدائي والإعدادي والثانوي، ومركز متقدم للمهن الهندسية والميكانيكية، ومركز لتحفيظ وتعليم القرآن الكريم، ومستشفي سعة 12 سرير ووحدة إسعاف، ومكتب للخدمات الصحية، ومكتب للخدمات التعليمية، ومركز للأمن الوطني، ووحدتين الأولى للبحث الجنائي والثانية للمرور، ومحكمة جزئية، ومحطة للوقود والغاز، ومكتباً للأحوال المدنية، ومكتباً للبريد والاتصالات، ومكتباً لخدمات الكهرباء، ووحدة مخازن لشركة الكهرباء، ووحدة بيطرية متكاملة، ومركزاً للحرس البلدي، وفرعاً لصندوق الضمان الاجتماعي، وفرعاً للمصرف التجاري الوطني، ومستودعاً للحبوب والغلال، ونادياً رياضياً يحمل اسم [ نادي التقدم الرياضي الثقافي الاجتماعي كمبوت ]ومحطة لتحلية المياه، وأخرى لتوليد الكهرباء، ومقراً لشركة الجسور والمهابط الليبية، وعدد 4 مساجد، ومركزاً ثقافياً، ووحدة لإستقبال وإرسال البث الفضائي، كما يعتبر مطار كمبوت من أهم المرافق الخدمية التي أنجزت صيانتها وترميمها في الفترة الأخيرة، إضافة إلى عديد المخابز والجمعيات التعاونية وعشرات المجمعات الغذائية والتسويقية والورش المختلفة.
من أهم سهولها الخصبة وسقائفها المشهورة بغزارة الإنتاج الزراعي [الخنق، اللبيبة، الصراتي، حفلز، أطريف، القبة، المجبد ] ومن أهم أوديتها : السهل الشرقي، العوسج، النوس، الثماد، الخادم، الحمّارة، الحريقة، الراهب، الحلفا، أبوضؤ، أشكربه، أبوالعفاريت، أبوخشيبة، القصير، والتي تجمع بين سفوحها وتعرجاتها العديد من الكهوف والمعالم القديمة والآبار الرومانية، ومن أشهر الجزر البحرية التابعة لها جزيرة العزلة المقابلة لوادي القبر إضافة إلى وجود العديد من المعالم والمواقع التاريخية، التي تعود إلى مئات بل وآلاف السنين، كتلك التي حددتها وقامت بترقيمها بعثة جامعة [إكسفورد] البريطانية سنة 2009 م بالتعاون مع مصلحة الآثار الليبية، في أكثر من مكان بمدينة كمبوت.
يشتهر ويُعرف معظم أهالي كمبوت بالكرم والشجاعة والنخوة وحب تقديم العون والمساعدة، وإغاثة الملهوف والتدخل المستمر لحل النزاعات والخلافات بين العشائر والقبائل، وحسن الجوار، وعشق الأدب والشعر وتقدير الشعراء، وربما يُعد من أشهر أعلام الوجوه المعروفة التي أنجبتها كمبوت وتميزت على الصعيد المحلي، على سبيل المثال لا الحصر الشيخ : نصر إدريس رائد السلم الأهلي والاجتماعي ـ والفقيه : حسن سالم الخطيب والإمام ـ والعمدة : عبد الوهاب بوشرتيلة القاضي على كل خصومة ـ والمغفور له : حكيم شعيب المُهاب الجانب والحمى ـ والدكتور : محمد حامد راقي اختصاصي الأنف والحنجرة ـ والكاتب : عبد الرحيم بوحفحوف صاحب الإصدارات الرائعة ـ والشاعر : سليمان يوسف مبدع أجمل القصائد ـ والمهندس : أرجاعي بوهدوله مدير المصرف العقاري ـ والأستاذ : عبد السلام مازق الخبير بقطاع النفط والغاز ـ والمهندس : علي الناجي محمود الخبير المعتمد في الشأن الزراعي ـ والخبير : أحمد محمد لبيدي خبير المال والأعمال ـ والحاج :رشيد سلامة ذو القلب الودود الطيب ـ والدكتور : هاشم شاعول مسؤول قطاع التعليم بطبرق ـ والأخ : صالح بومثينينة صاحب الأيادي البيضاء، والمهندس : فتحي بوزريبة رئيس فرع شركة الكهرباء ببنغازي، وغيرهم الكثير.